# Atrium Saldanha
O Atrium Saldanha é um edifício localizado na praça Duque de Saldanha, em Lisboa, Portugal.
Tem uma zona destinada a centro comercial e um conjunto de pisos utilizados exclusivamente para escritórios.
Pertencente à empresa IMOSAL S. A., foi projectado pelos arquitectos João Paciência e Ricardo Bofill, recebeu o Prémio Valmor e Municipal de Arquitectura de 2001.
Fez também valer o Prémio Secil ao engenheiro José Teixeira Trigo, em 1999.